# Lucian Pintilie
Lucian Pintilie (* 9. November 1933 in Tarutino, Bessarabien, heute Ukraine; † 16. Mai 2018 in Bukarest) war ein rumänischer Regisseur, Schauspieler und Drehbuchautor.

## Werdegang
Pintilie studierte an der Bukarester Theater- und Filmhochschule (Institutul de Artă Teatrală și Cinematografică „I.L. Caragiale“) und inszenierte nach Abschluss seines Studiums zahlreiche Stücke am Bukarester Theater Bulandra. Als Schauspieler wirkte er 1963 im Film Valurile Dunării (Die Wellen der Donau) des Regisseurs Liviu Ciulei mit. Sein Debüt als Kinoregisseur erfolgte mit dem Film Duminică la ora 6 (Sonntag um 6, 1965). Reconstituirea (Die Rekonstruktion, 1968) war sein zweiter Film in Rumänien. Regisseure wie Pintilie und Radu Gabrea repräsentieren den kurzen, aber international beachteten Aufbruch des rumänischen Films zum Ende der 1960er Jahre.
Er war von 1974 bis 1988 am Pariser Théâtre national de Chaillot tätig. Parallel dazu arbeitete er auch an der Inszenierung mehrerer Opern. Für das jugoslawische Fernsehen führte er die Regie beim Film Paviljon broj VI (Krankenstation Nr. 6, 1978) nach der gleichnamigen Kurzgeschichte von Anton Tschechow.
Für die Dreharbeiten von De ce trag clopotele, Mitică? (Warum läute ich die Glocken, Mitică? 1982) kehrte er nach Rumänien zurück. Der Film wurde jedoch schon während der Dreharbeiten verboten und seine Premiere fand erst im Jahr 1990 statt.
Seine Tätigkeit als Filmregisseur in Rumänien setzte er nach seiner Wiedereinbürgerung im Jahr 1990 fort. Zu seinen postrevolutionären Werken gehören bedeutende Filme des rumänischen Kinos: Balanța (Le Chêne – Baum der Hoffnung, 1992), Un été inoubliable (Ein unvergeßlicher Sommer, 1994), Prea târziu (Mord unter Tage, 1996), Terminus Paradies (1998), După-amiaza unui torționar (Der Nachmittag eines Folterknechts, 2001), Niki et Flo (Niki und Flo, 2003). Für die Filme „Prea târziu“, „Terminus Paradies“ und „După-amiaza unui torționar“ hat Lucian Pintilie auch die Drehbücher geschrieben.
Sein Buch Bricabrac erschien im Jahr 2003 im rumänischen Verlag Humanitas.

## Filmografie
- 1966 – Sonntag um 6 (Duminica la ora 6)
- 1969 – Die Rekonstruktion (Reconstituirea)
- 1972 – Warum klingeln die Glocken, Mitica? (De ce trag clopotele, Mitica?)
- 1976 – Pavillon No. 6 (Pavilionul numarul 6)
- 1992 – Le Chêne – Baum der Hoffnung (Le Chêne)
- 1994 – Ein unvergeßlicher Sommer (Un été inoubliable)
- 1996 – Mord unter Tage (Prea târziu)
- 1998 – Terminus paradis
- 2001 – Der Nachmittag eines Folterknechts (Dupa-amiaza unui tortionar)
- 2003 – Niki und Flo
- 2005 – Tertium non datur